# Marc Boblet
Marc Boblet, né le 1er septembre 1971 à Marseille, est un cavalier français de dressage. 

## Biographie
Il est champion de France de dressage avec Whitni Star en 2008 et vice-champion avec Olivier en 2009.
Il fait partie de l'équipe de France de dressage se classant sixième des Jeux olympiques d'été de 2008 à Pékin.